# 상도터널
상도터널(上道터널)은 서울특별시 동작구 상도동과 본동을 잇는 양녕로 상의 터널으로, 터널당 편도 2차로, 합쳐서 왕복 4차로의 쌍굴터널이다. 터널 북쪽으로 노들역을, 남쪽으로 상도역을 끼고 있다.

## 개요
상도터널이 개설되기 전에는 동작구 남부 지역(상도동, 봉천동, 신림동 등)에서 한강대교를 이용하려면 노량진로로 우회하거나 보행자들은 노량진 절고개를 넘어가야 했으나, 이 터널이 개통되면서 한강대교를 바로 이용할 수 있게 되었다.
1979년 1월 5일에 착공한 후 총 사업비 153억 원을 투입하여, 3년 만인 1981년 12월 31일에 개통했다. 이 터널은 본동 쪽 입구가 상도동 쪽 입구보다 15m 정도 낮은 3%의 경사도를 가지고 있다.

## 연혁
- 1979년 1월 5일: 착공
- 1981년 12월 31일: 터널 준공 및 개통

## 일화
착공 당시 공교롭게도 상도터널 윗동네인 상도동 산동네 수돗물이 단수가 됐다. 상도동 주민들은 공사 중단 및 원상복구를 요구하며 시위를 했다고 한다. 당시 현장소장은 지대가 훨씬 아래에서 진행하는 상도터널 공사로 수돗물 단수가 될리 없고 수도관 노후로 인한 것 같지만 도의적인 차원에서 상도동 수도관 공사까지 해주겠다고 했다고 한다. 그래서 시위대는 해산됐고 수도도 잘 고쳐졌다고 한다.

## 사진

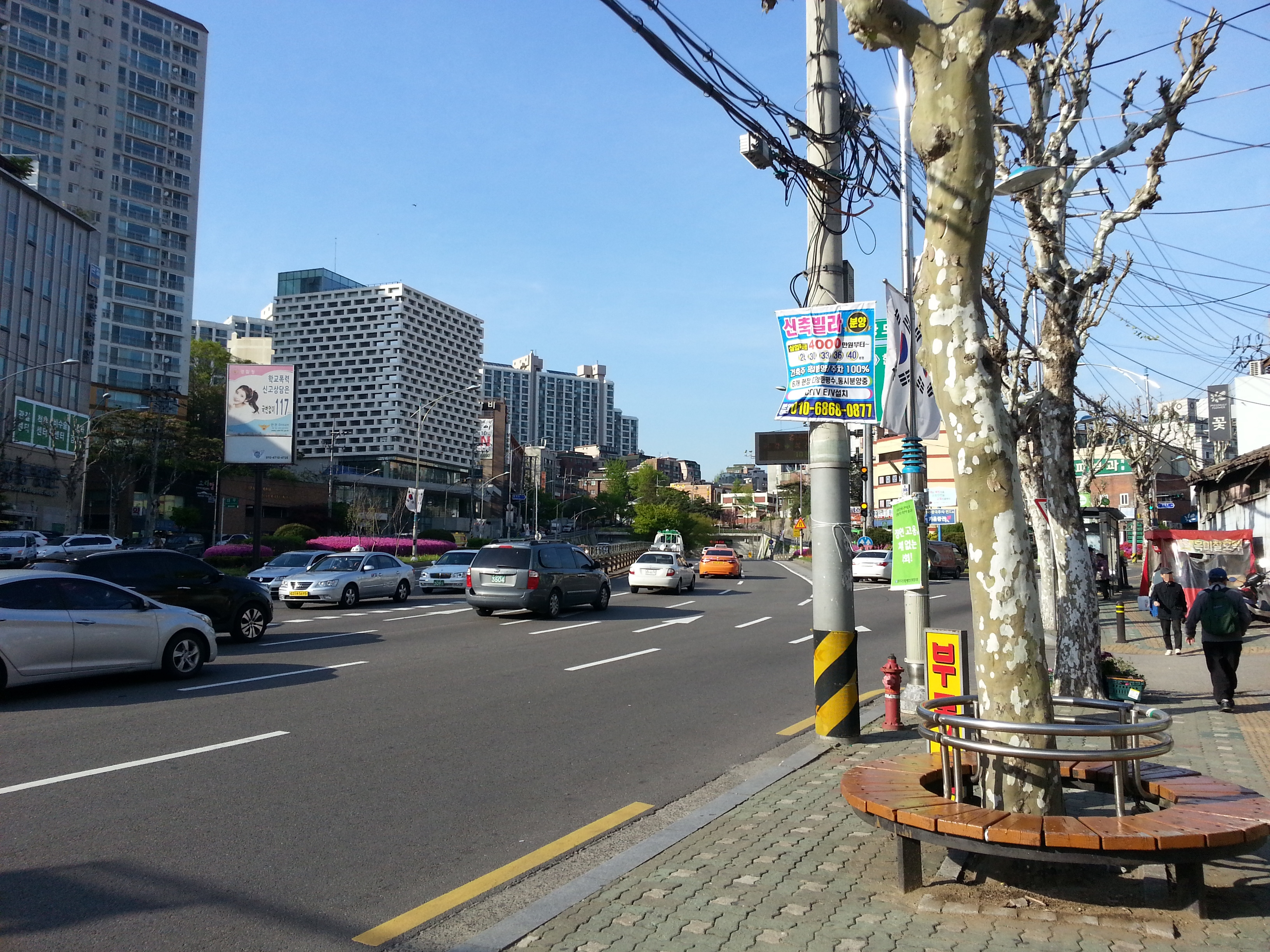
남측 입구

## 같이 보기
- 노량진로
- 양녕로
- 상도로